# Edith Mathis
Edith Mathis (Lucerna, 11 febbraio 1938 – Salisburgo, 9 febbraio 2025) è stata un soprano svizzero.

## Biografia
Ha studiato a Lucerna, dove ha debuttato nel 1956 come Pamina ne Il flauto magico.  Mozart rimarrà una delle sue specializzazioni, con ruoli come Cherubino e Susanna ne Le nozze di Figaro, Zerlina in Don Giovann,  Despina in Così fan tutte. Altri ruoli prediletti sono stati Sophie e la Marescialla ne Il cavaliere della rosa e Agathe e Aennchen ne Il franco cacciatore. 
La sua prima apparizione all'estero è stata al Teatro dell'Opera di Colonia nel 1959. Nei primi anni 60 ha fatto frequenti apparizioni ad Amburgo, al Glyndebourne Festival Opera ed al Festival di Salisburgo. 
Nel 1963 è divenuta membro della Deutsche Oper Berlin. Del  1970 è l'esordio alla Royal Opera House di Londra e al Metropolitan Opera House di New York. Il 1970 ha visto anche l'apparizione nei maggiori teatri lirici d'Europa: la Wiener Staatsoper, l'Opera di Stato della Baviera, l'Opéra national de Paris.  
Ha cantato nelle anteprime di Der Zerrissene di Gottfried von Einem, Der junge Lord di Hans Werner Henze, Le roi Berenger di Heinrich Sutermeister, Help, Help, the Globolinks! di Gian Carlo Menotti. È stata anche cantante di oratori e Lieder, interpretati in numerose tournée in Giappone, Stati Uniti, Australia, Russia e Israele. Le sue registrazioni includono i Lieder completi di Franz Schubert. 
Edith Mathis è morta nel 2025

## Vita privata
Sposò il direttore d'orchestra e pianista Bernhard Klee, con il quale spesso collaborò.

## Discografia parziale
- Bach, Passione Matteo - Karl Richter/Mathis/Baker/Schreier, 1980 Archiv Produktion
- Beethoven, Fidelio - Edith Mathis/Gwyneth Jones/Karl Böhm/Staatskapelle Dresden/Theo Adam, Deutsche Grammophon
- Berlioz: La Damnation De Faust, Op. 24 - Edith Mathis/Boston Symphony Orchestra/Seiji Ozawa, 1974 Deutsche Grammophon
- Brahms: Liebeslieder-Walzer Opp. 52 & 65 - 3 Quartette, Op. 64 - Edith Mathis/Brigitte Fassbaender/Peter Schreier/Dietrich Fischer-Dieskau/Karl Engel/Wolfgang Sawallisch, 1983 Deutsche Grammophon
- Dvorak, Stabat Mater - Kubelik/Mathis/Ochman, Deutsche Grammophon
- Händel/Mozart, Messia - Mackerras/Mathis/Adam/Finnilä, Archiv Produktion
- Haydn, Die Jahreszeiten (The Seasons) - Academy of St. Martin in the Fields/Dietrich Fischer-Dieskau/Edith Mathis/Siegfried Jerusalem/Neville Marriner, 1981 Philips
- Mahler, Sinf. n. 2 - Kubelik/Bayer. RSO/Mathis/Procter, 1969 Deutsche Grammophon
- Mahler, Sinf. n. 4 - Karajan/BPO/Mathis, 1979 Deutsche Grammophon
- Mendelssohn-Bartholdy, Sinf. n. 2 - Karajan/BPO/Mathis/Hollweg, 1972 Deutsche Grammophon
- Mendelssohn-Bartholdy: A Summernight's Dream, The Hebrides - Chor des Bayerischen Rundfunks/Edith Mathis/Gabriel Chmura/London Symphony Orchestra/Rafael Kubelik/Symphonieorchester des Bayerischen Rundfunks/Ursula Boese/Wolfgang Schubert, Deutsche Grammophon
- Mozart, Flauto magico - Karajan/Araiza/Mathis/Van Dam, 1980 Deutsche Grammophon
- Mozart, Lucio Silla - Hager/Schreier/Auger/Varady, 1975 Deutsche Grammophon
- Mozart, Nozze di Figaro - Böhm/Prey/Mathis/Janowitz, 1968 Deutsche Grammophon
- Mozart, Requiem - Böhm/WPO/Mathis/Hamari/Ochman, Deutsche Grammophon
- Mozart, Messe K. 220, 317 - Kubelik/Bayer. RSO, 1987 Deutsche Grammophon
- Schumann, Lieder - Christoph Eschenbach & Edith Mathis, Deutsche Grammophon
- Weber, Franco cacciatore - Carlos Kleiber/Janowitz/Mathis/Crass, 1973 Deutsche Grammophon

## DVD parziale
- Menotti: Help, Help, the Globolinks! (Hamburg State Opera studio production, 1969) - regia Gian Carlo Menotti, Arthaus Musik
- Mozart: Le nozze di Figaro (Salzburg Festival, 1966) - Ingvar Wixell/Reri Grist/Walter Berry/Edith Mathis/Karl Böhm, Arthaus Musik
- Mozart: Le nozze di Figaro (Hamburg State Opera, 1967) - Tom Krause/Edith Mathis, Arthaus Musik
- Mozart: Die Zauberflote (Hamburg State Opera, 1971) - Nicolai Gedda/Dietrich Fischer-Dieskau/Cristina Deutekom/Edith Mathis, regia  Sir Peter Ustinov, Arthaus Musik
- Weber: Der Freischutz (Hamburg State Opera, 1968) - Gottlob Frick/Edith Mathis/Tom Krause, Arthaus Musik